# Wojbórz (gromada)
Wojbórz – dawna gromada, czyli najmniejsza jednostka podziału terytorialnego Polskiej Rzeczypospolitej Ludowej w latach 1954–1972.
Gromady, z gromadzkimi radami narodowymi (GRN) jako organami władzy najniższego stopnia na wsi, funkcjonowały od reformy reorganizującej administrację wiejską przeprowadzonej jesienią 1954 do momentu ich zniesienia z dniem 1 stycznia 1973, tym samym wypierając organizację gminną w latach 1954–1972.
Gromadę Wojbórz z siedzibą GRN w Wojborzu utworzono – jako jedną z 8759 gromad na obszarze Polski – w powiecie kłodzkim w woj. wrocławskim, na mocy uchwały nr 17/54 WRN we Wrocławiu z dnia 2 października 1954. W skład jednostki weszły obszary dotychczasowych gromad Wojbórz, Wilcza i Łączna ze zniesionej gminy Bożków w tymże powiecie.
13 listopada 1954 (z mocą obowiązującą wstecz od 1 października 1954) gromada weszła w skład nowo utworzonego powiatu noworudzkiego w tymże województwie, gdzie ustalono dla niej 16 członków gromadzkiej rady narodowej.
1 stycznia 1972 gromadę zniesiono, a jej obszar włączono do gromady Bożków w tymże powiecie.